# La actriz (telenovela de 1962)
La actriz es una telenovela mexicana que se transmitió por el Canal 4 de Telesistema Mexicano (hoy el Canal de las Estrellas de Televisa) en 1962, con episodios con duración de 30 minutos. Bajo la producción de Ernesto Alonso, fue protagonizada por Magda Guzmán y Carlos López Moctezuma como el villano. La telenovela está grabada en blanco y negro.

## Sinopsis
Esta telenovela gira en torno al mundo del espectáculo. Demostraba que la farándula era lo más parecido al infierno. Amparo (Magda Guzmán) demostró que ser actriz es mucho más que glamur.

## Elenco
- Magda Guzmán - Amparo
- Carlos López Moctezuma - Eduardo
- Alicia Montoya - Profesora
- Dolores Tinoco - José
- María Douglas - Tatiana
- Carlos Navarro - Germán
- Miguel Suárez - Claudio
- Amparo Villegas - Clara
- Maruja Griffel - Directora
- Enrique Aguilar - Carlos
- Consuelo Monteagudo - Mariquita
- Fedora Capdevila - Elvira

## Producción
- Producción General: Telesistema Mexicano S.A.
- Productor general: Ernesto Alonso
- Historia original: Fernanda Villeli